# 푸트라 광장

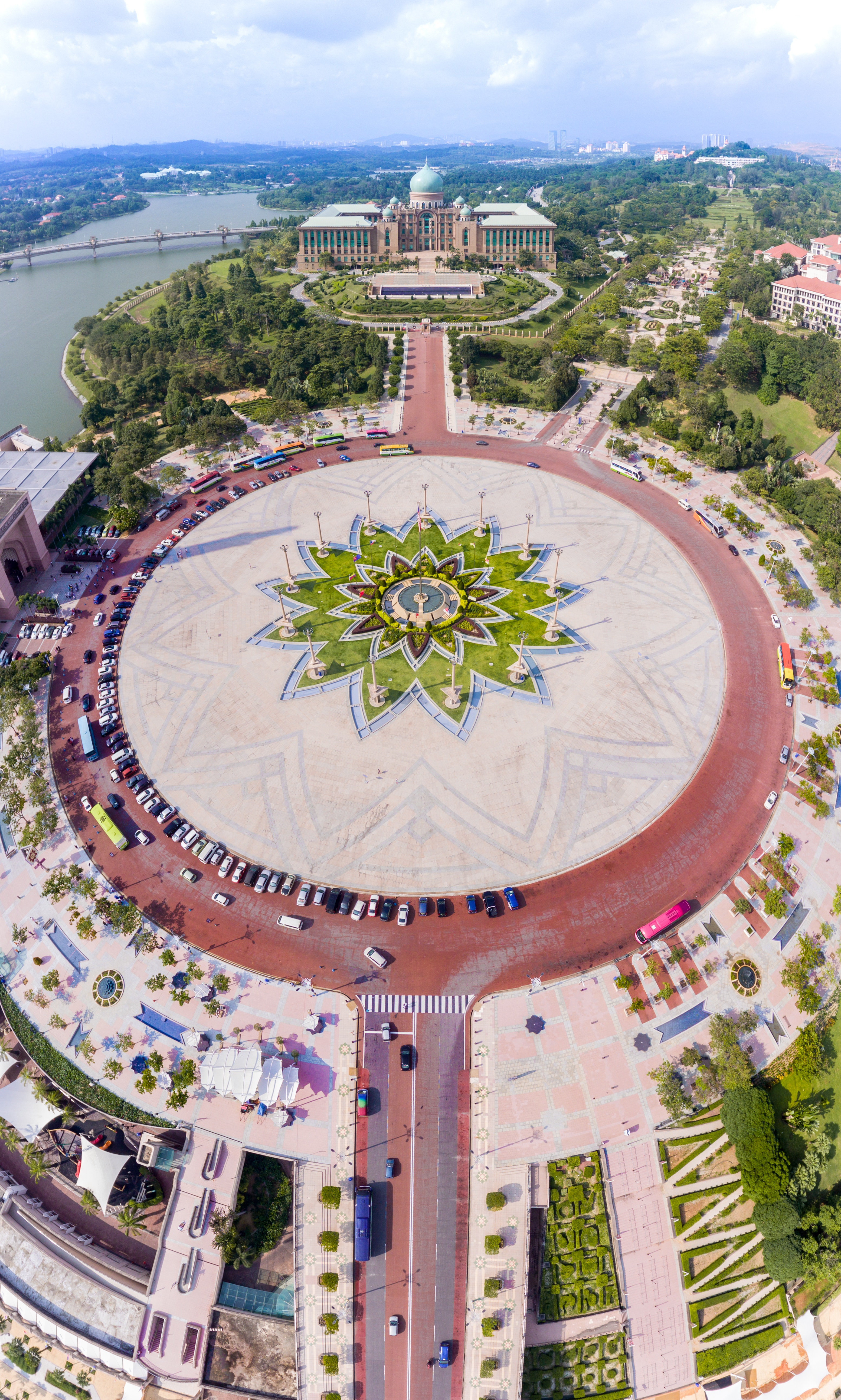
푸트라 광장

푸트라 광장(말레이어: Dataran Putra)은 말레이시아 푸트라자야에 있는 광장이다. 이 광장은 말레이시아 독립 기념일 퍼레이드 등 축제를 위해 사용되고 있다. 둘레 300m인 원형 광장으로, 주위를 페르다나 푸트라, 푸트라 모스크, 푸트라교와 산책로 및 쇼핑몰에 둘러싸인 형태로 되어 있다.